# 曼維爾 (伊利諾伊州)
曼維爾（英語：Manville）是位於美國伊利諾伊州利文斯頓縣的一個非建制地區。該地的面積和人口皆未知。

## 地理
曼維爾的座標為41°03′18″N 88°45′58″W / 41.05500°N 88.76611°W，而該地的平均海拔高度為225米（即738英尺）。